# Đầu dò hồng ngoại

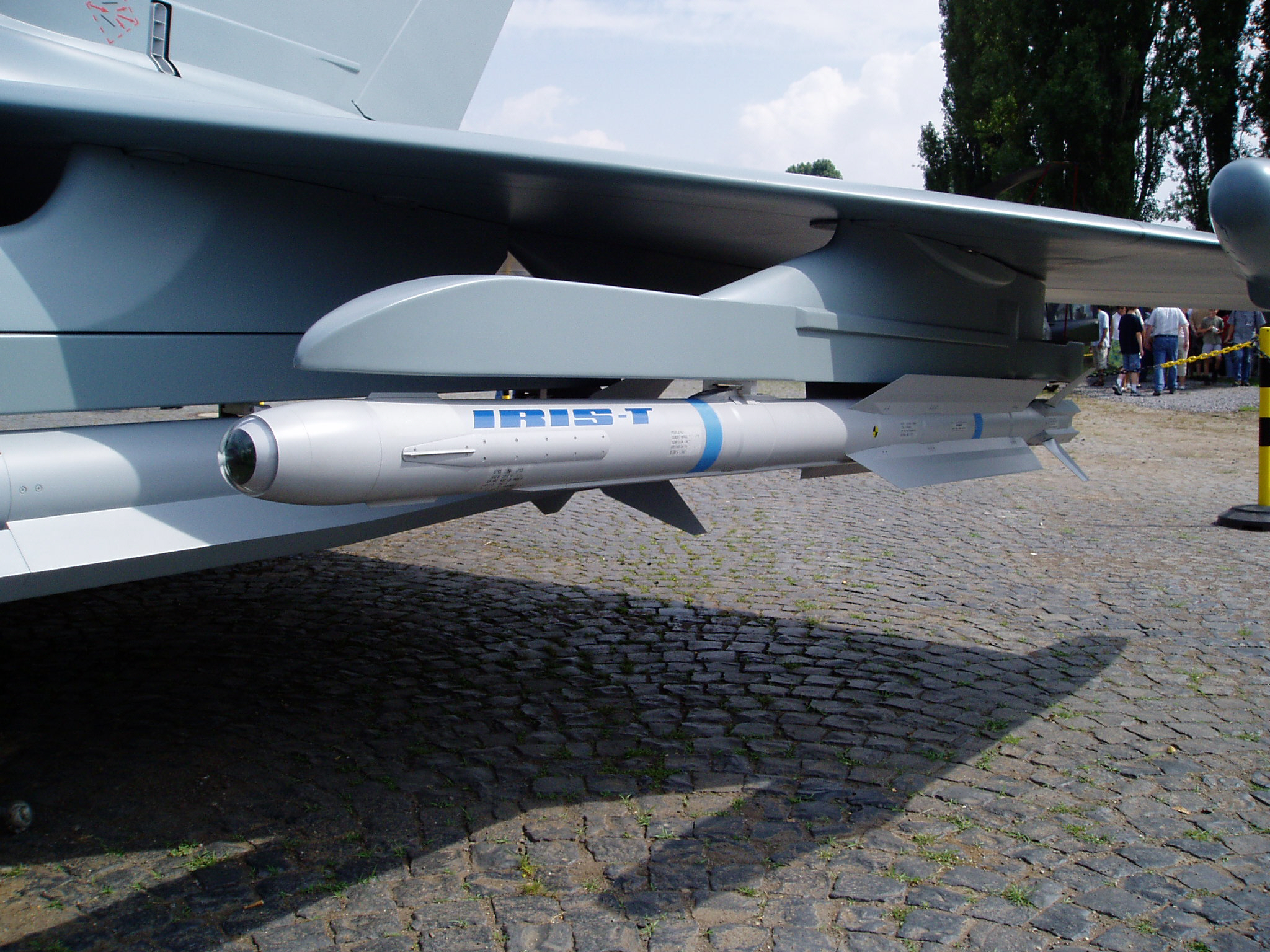
Tên lửa hồng ngoại hiện đại của Không quân Đức IRIS-T

Đầu dò hồng ngoại (tiếng Anh: infrared homing) là một hệ thống dẫn đường dành cho tên lửa trong đó sử dụng bộ phận thu ánh sáng hồng ngoại infrared (IR) phát ra từ mục tiêu và theo dấu mục tiêu nhờ tín hiệu này. Tên lửa mà sử dụng đầu dò hồng ngoại thường được gọi là đầu dò nhiệt do bức xạ hồng ngoại được phát ra chủ yếu là từ các vật thể nóng. Nhiều vật phát ra bức xạ hồng ngoại như con người, động cơ, máy bay bức xạ ra nhiệt do đó đặc biệt phát xạ nhiều bức xạ hồng ngoại so với môi trường xung quanh.
Đầu dò hồng ngoại là một loại đầu dò thụ động, khác với radar, nó không phát ra bất kỳ bức xạ nào khi làm việc. Điều này giúp chúng rất phù hợp cho việc tấn công bất ngờ trong quá trình cận chiến hoặc ở tầm xa hơn khi được sử dụng kết hợp với forward looking infrared. Đầu dò nhiệt đặc biệt có độ hiệu quả cao: 90% tổng số trận không chiến thất bại của Không quân Mỹ tỏng vòng hơn 25 năm qua là do tên lửa trang bị đầu dò hồng ngoại gây ra. Tuy nhiên, chúng cũng dễ bị đánh lửa, cách phổ biến nhất là máy bay đối phương thả nhiễu pháo sáng phía sau, làm tạo ra một nguồn bức xạ hồng ngoại "giả mục tiêu". Cách này chỉ thực hiện được khi phi công được cảnh báo về bị tên lửa tấn công và có thể triển khai pháo sáng kịp thời. Các đầu dò hồng ngoại hiện đại ngày nay có khả năng chống lại phương pháp này do có khả năng phân biệt pháo sáng do máy bay thả xuống và máy bay mục tiêu, cải thiện đáng kể độ hiệu quả của tên lửa.
Thiết bị hồng ngoại đầu tiên đã được phát minh vào trước Thế chiến 2. Trong chiến tranh, các kỹ sư Đức đã làm việc trên các tên lửa đầu dò hồng ngoại và ngòi nổ cận đích nhưng không kịp hoàn thiện nó trước khi chiến tranh kết thúc. Nguyên mẫu tên lửa hồng ngoại đầu tiên chỉ thực sự trở thành hiện thực khi ra đời phương pháp quét hình côn và ống chân không thu nhỏ. Hệ thống chống máy bay bằng tìm kiếm hồng ngoại bắt đầu được quan tâm nghiêm túc vào cuối những năm 1940s, nhưng công nghệ điện tử và tên lửa phòng không vẫn còn quá mới mẻ nên phải đến những năm giữa 1950s thì nguyên mẫu đầu tiên mới đi vào hoạt động. Những nguyên mẫu đầu dò hồng ngoại thế hệ đầu có phạm vi sử dụng rất hẹp và có tỉ lệ đánh chặn rất thấp trong chiến đấu thực tế những năm 1960s. Thế hệ tiếp theo được phát triển vào những năm 1970s và 1980s đã cải thiện đáng kể tính năng và độ hiệu quả của đầu dò. Những mẫu tên lửa đời mới phát triển những năm 1990s thậm chí có khả năng tấn công mục tiêu bên ngoài trường nhìn của đầu dò, và thậm chí có khả năng tấn công phương tiện mặt đất.
Đầu dò hồng ngoại còn có khả năng điều khiển theo phương pháp semi-automatic command to line of sight (SACLOS). Khi bắn tên lửa, đầu dò sẽ được gắn trên bệ phóng và nhân viên vận hành sẽ liên tục hướng đầu dò về phía mục tiêu bằng phương pháp thủ công, thường là sử dụng một ống phóng đại nhỏ. Đầu dò sẽ không theo dõi mục tiêu, mà lúc này nó sẽ theo dõi tên lửa, hỗ trợ bởi pháo sáng giúp tạo ra một tín hiệu đủ mạnh giúp đầu dò dễ dàng bắt bám vào tên lửa. Một tín hiệu điều khiển sẽ được đưa ra và gửi đến tên lửa thông qua tín hiệu vô tuyến, dẫn tên lửa đến tâm ngắm của nhân viên vận hành, cũng chính là vị trí của mục tiêu. Hệ thống SACLOS cũng được sử dụng trong cả tên lửa chống tăng và tên lửa không đối đất, và nhiều loại tên lửa khác.
Lực lượng Không quân Mỹ và NATO quy định tên gọi của tên lửa hồng ngoại là Fox Two.

## Lịch sử ra đời

### Các nghiên cứu ban đầu

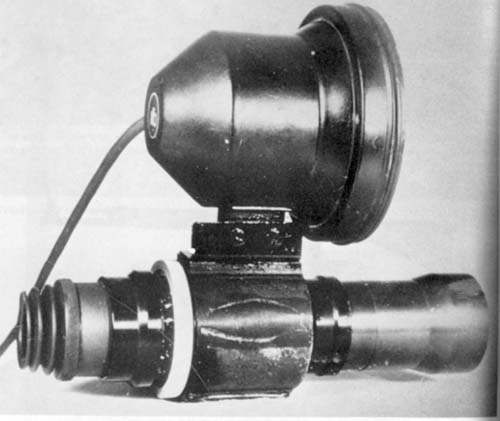
Kính nhìn đêm hồng ngoại Vampir.

Khả năng sản sinh ra electrons khi bức xạ hồng ngoại va vào một tấm chì sulfide PbS đã được phát hiện bởi học giả người Ấn Độ Jagadish Chandra Bose vào năm 1901. Vào thời điểm đó, phát hiện này có rất ít ứng dụng thực tế. Năm 1917, Theodore Case, trong quá trình nghiên cứu của mình về cái gọi là Movietone sound system, đã tìm ra rằng một lượng hỗn hợp thallium và sulfur có độ nhạy với bức xạ hồng ngoại tốt hơn, nhưng không ổn định về mặt sinh điện và chỉ được sử dụng hạn chế như là trong máy dò. Tuy nhiên, Hải quân Mỹ đã sử dụng hệ thống này để bảo mật thông tin liên lạc.
Năm 1930, các nhà khoa học tìm ra bộ nhân quang hợp chất Ag–O–Cs (silver–oxygen–caesium) cung cấp khả năng phát hiện bức xạ hồng ngoại IR lần đầu có ứng dụng thực tiễn, kết hợp chúng với lớp galena tạo thành photocathode. Nhờ có lớp galena khuếch đại tín hiệu bức xạ, mà bộ nhân quang điện có thể sản sinh đủ dòng điện để phát hiện được các bức xạ nhiệt ở khoảng cách xa. Điều này đã thúc đẩy việc phát triển sâu hơn ở nhiều quốc gia, nổi bật là tại Anh và Đức, nơi mà chúng được coi như là phương pháp để phát hiện máy bay ném bom ban đêm từ xa.
Tại Anh, việc nghiên cứu được tiến hành tại Phòng thí nghiệm Cavendish, tuy nhiên do radar có khả năng phát hiện tốt hơn vào thời điểm đó nên việc nghiên cứu chuyển hướng sang radar. Tuy vậy, Frederick Lindemann, một thành viên của Tizard Committee, vẫn dành thời gian nghiên cứu bức xạ hồng ngoại và Vô hình trung đã cản trở công việc nghiên cứu radar của Ủy ban, sau đó Ủy ban này bị giải thể và thành lập lại nhưng không có Lindemann, thay vào vị trí của ông là chuyên gia vô tuyến nổi tiếng Edward Victor Appleton.
Tại Đức, việc nghiên cứu được tiến hành trong những năm 1930s mà không được sự hỗ trợ giống như người Anh. Các nghiên cứu về hồng ngoại được thực hiện chủ yếu bởi Edgar Kutzscher tại trường Đại học Berlin phối hợp với AEG. Đến năm 1940 các nhà nghiên cứu đã phát triển thành công một giải pháp: một thiết bị có tên Spanner Anlage (đại để là "Peeping Tom system") gồm Đèn nhân quang điện phía trước phi công, và một đèn rọi cỡ lớn được lắp kính lọc cho phép giới hạn cự ly phát sáng trong tầm bức xạ hồng ngoại. Đèn sẽ cung cấp đủ ánh sáng để nhìn rõ mục tiêu ở cự ly gần. Thiết bị Spanner Anlage được trang bị trên một số lượng nhỏ máy bay tiêm kích ban đêm Messerschmitt Bf 110 và Dornier Do 17. Các thiết bị này phần lớn là vô dụng trong thực tiễn và phi công phàn nàn rằng mục tiêu chỉ có thể nhìn rõ ở khoảng cách 200 mét (660 ft), ở khoảng cách này thì dùng mắt thường phi công cũng nhìn thấy được mục tiêu. Chỉ có 15 thiết bị được chế tạo và được loại bỏ khi hệ thống radar của Không quân Đức có những cải tiến đáng kể trong năm 1942.

AEG cũng làm việc trên một hệ thống tương tự lắp trên xe tăng, trong suốt chiến tranh đã phát triển nhiều mẫu khác nhau, với FG 1250 được chế tạo hạn chế từ năm 1943. Đỉnh cao là thiết bị ống ngắm nhìn đêm Zielgerät 1229 Vampir được lắp trên súng trường tấn công StG 44 để chiến đấu trong đêm.

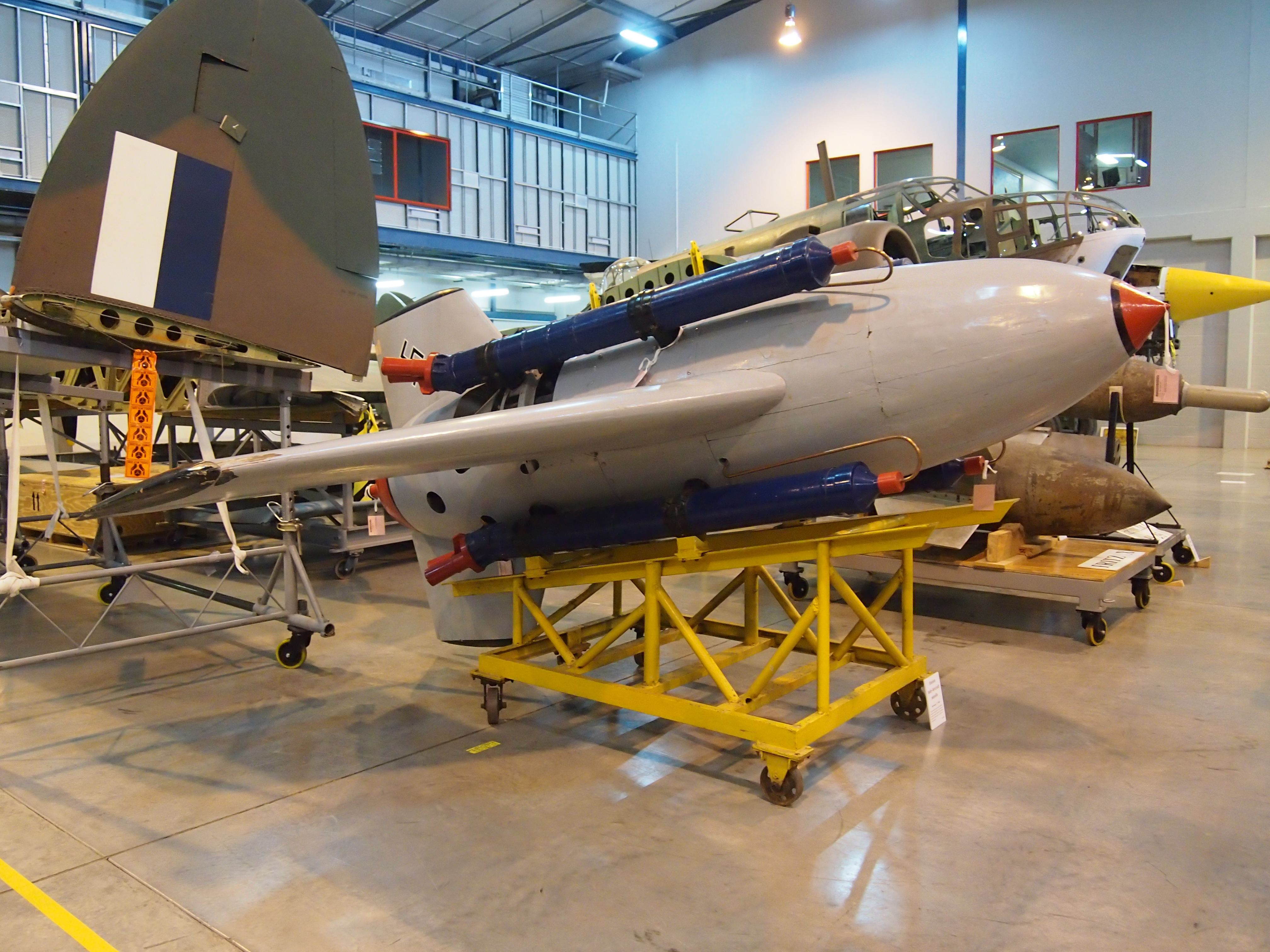
Đầu dò hồng ngoại Madrid được trang bị cho tên lửa không đối đất Enzian.

### Giai đoạn sau chiến tranh

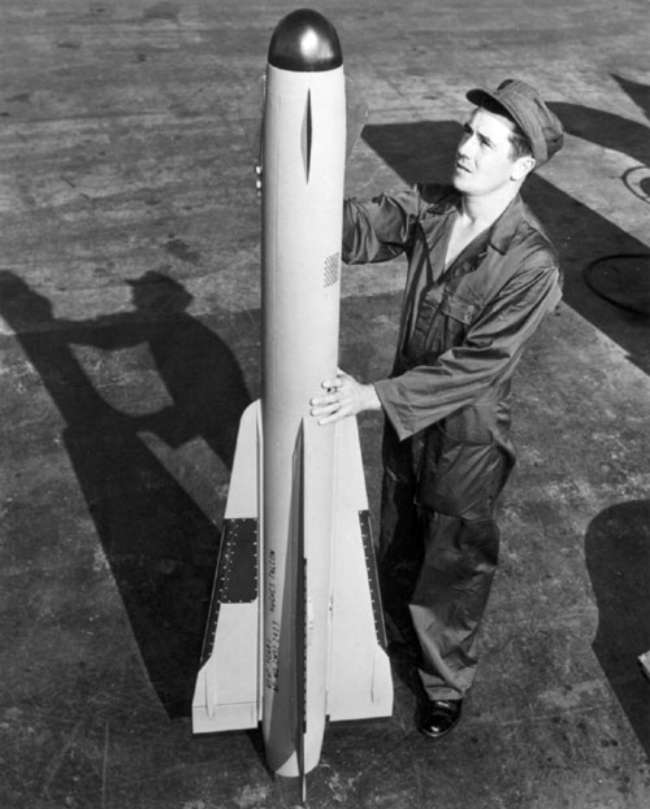
Tên lửa AIM-4 Falcon là tên lửa đầu tiên được trang bị đầu dò hồng ngoại đi vào trang bị. Đầu tên lửa được làm trong suốt với bức xạ hồng ngoại để bức xạ có thể đi tới đầu dò bên trong.

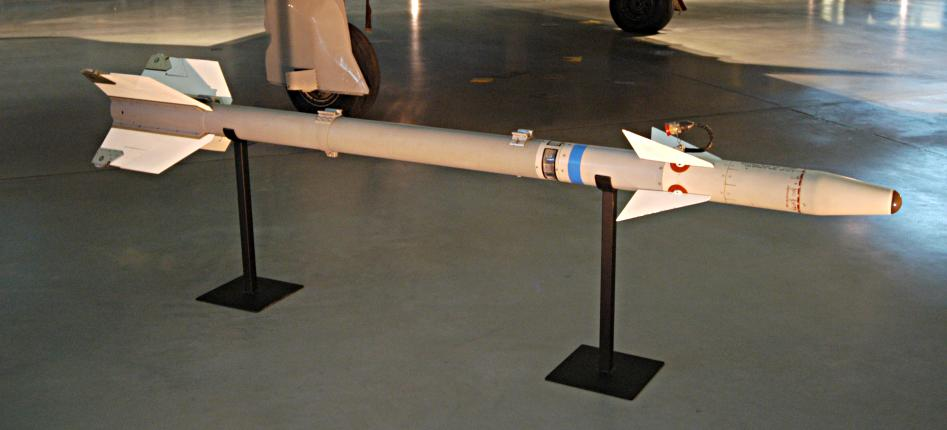
Tên lửa AIM-9 Sidewinder có hiệu suất cao hơn nhiều tên lửa Falcon tỏng khi lại đơn giản hơn nhiều.

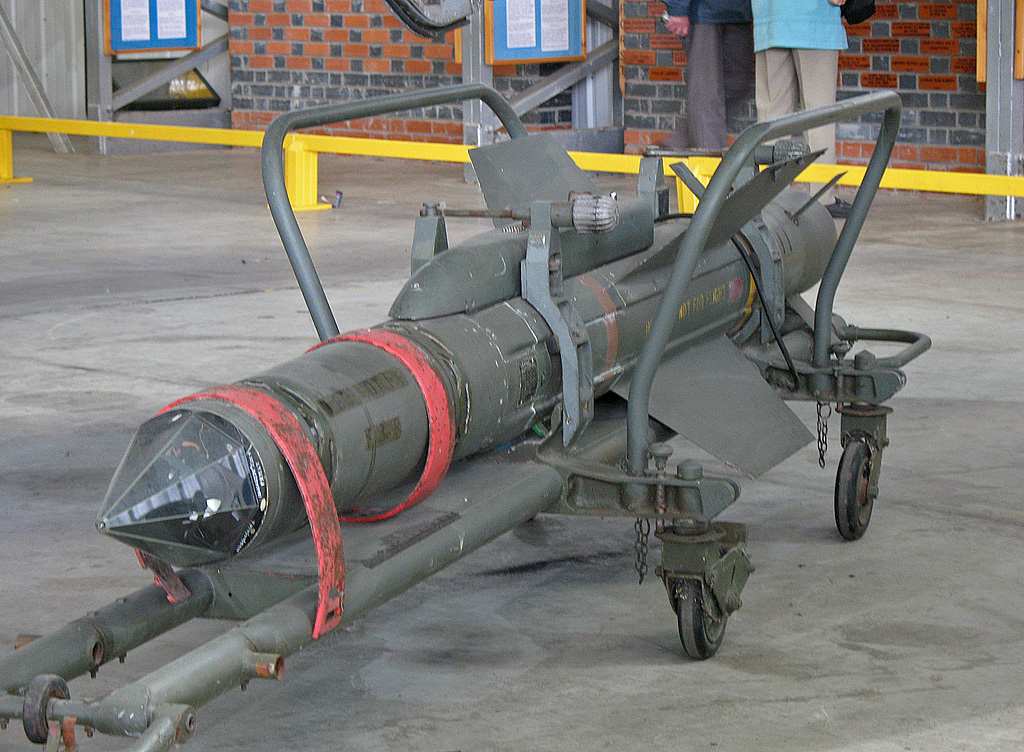
Firestreak là loại tên lửa đầu dò IR thứ ba đi vào trang bị. Nó lớn hơn và nặng hơn gấp hai lần loại tên lửa tương tự của Mỹ, chủ yếu do nó được thiết kế với đầu đạn lớn hơn.

Sau khi Thế chiến kết thúc, những bí mật trong phát triển đầu dò hồng ngoại của người Đức đã dần lộ rõ. Phần lớn các nghiên cứu của người Đức dựa trên cảm biến PbS. Một trong số các hệ thống như vậy cũng được phát triển bởi Không lực Lục quân Hoa Kỳ USAAF, được biết đến với mật danh "Sun Tracker", được phát triển làm hệ thống dẫn đường cho tên lửa đạn đạo liên lục địa. Các thử nghiệm trên hệ thống này đã dẫn đến vụ tai nạn 1948 Lake Mead Boeing B-29 crash.
Chương trình MX-798 của Không lực Lục quân Hoa Kỳ được trao cho công ty Hughes Aircraft vào năm 1946 nhằm phát triển một loại tên lửa bám mục tiêu bằng đầu dò hồng ngoại. Bản thiết kế sử dụng đầu dò mắt lưới đơn giản và hệ thống chủ động để điều khiển động tác chúc ngẩng của tên lửa trong khi bay. Thiết kế này nhanh chóng được thay đổi thành MX-904 năm sau đó, dựa trên yêu cầu về phiên bản có tốc độ siêu âm. Ở giai đoạn này ý tưởng thiết kế là một vũ khí phòng thủ có thể bắn từ ống phóng gắn ở phía sau đuôi máy bay ném bom. Tháng Tư năm 1949, dự án phát triển tên lửa Firebird bị ngừng lại, và dự án MX-904 chuyển thành vũ khí phóng về phía trước máy bay chiến đấu. Nguyên mẫu thử nghiệm lần đầu vào năm 1949, với định danh AAM-A-2 (Air-to-air Missile, Air force, model 2) và tên gọi Falcon. Phiên bản đầu dò IR và dẫn đường bằng radar bán chủ động (SARH) đi vào trang bị năm 1956 với tên gọi AIM-4 Falcon vào năm 1962. Tên lửa Falcon có độ hiệu quả thấp do không có đầu đạn ngòi nổ cận đích, chỉ đạt tỉ lệ 9% tiêu diệt mục tiêu trong số 54 lần phóng tên lửa trong khuôn khổ Chiến dịch Sấm Rền trong Chiến tranh Việt Nam. Tuy nhiên phần lớn các lần phóng tên lửa là trong đối đầu trực diện chứ không phải nhắm vào đuôi máy bay, khác với tất cả các tên lửa không đối không khác của Không quân Mỹ.
Phát triển song song với chương trình MX-798, kỹ sư William B. McLean bắt đầu nghiên cứu về ý tưởng thiết kế tương tự tại Naval Ordnance Test Station, nay là Naval Air Weapons Station China Lake. Ông dành ra ba năm để cân nhắc các thiết kế khác nhau, và lựa chọn thiết kế tên lửa đơn giản hơn tên lửa Falcon. Để thử nghiệm, nhóm của ông đã gắn đầu dò hồng ngoại lên rocket Zuni 5-inch mới giới thiệu khi đó. Wally Schirra đã đến thăm phòng thí nghiệm và đã trực tiếp thấy đầu dò của tên lửa nhìn theo xì gà của mình. Tên lửa được đặt tên là Sidewinder, một loài rắn bản địa có bản năng săn mồi theo bức xạ nhiệt. Tên lửa Sidewinder bắt đầu được trang bị từ năm 1957 và được sử dụng tại Việt Nam, và nó đã chứng tỏ nó có khả năng tốt hơn tên lửa Falcon: phiên bản B đạt tỉ lệ bắn hạ đối phương 14% tỏng khi phiên bản tầm xa D có tỉ lệ 19%. Do có giá thành thấp, độ hiệu quả cao nên tên lửa Sidewinder đã được Hải quân Mỹ lựa chọn.
Ngoài Mỹ, Anh cũng phát triển tên lửa đầu dò hồng ngoại, tên là de Havilland Firestreak. Việc phát triển bắt đầu với OR.1056 Red Hawk, nhưng tên lửa tỏ ra quá tiên tiến so với thời kỳ đó, và vào năm 1951 một loại tên lửa sửa đổi được đưa ra với mã hiệu OR.1117 Blue Jay. Với thiết kế là một loại tên lửa chống máy bay ném bom, Blue Jay lớn hơn nặng hơn và bay nhanh hơn các loại tên lửa cùng thời của Mỹ nhưng có tầm bắn tương đương. Tên lửa sử dụng đầu dò tiên tiến hơn, sử dụng PbTe và đầu dò được làm lạnh đến −180 °C (−292.0 °F) bằng ammonia khan giúp cải thiện hiệu suất tên lửa. Một điểm khác biệt khác là tên lửa có đầu dạng hình nón có nhiều mặt, sau khi người ta phát hiện ra rằng băng sẽ tích tụ trên chóp mũi tên lửa hình bán cầu truyền thống. Việc thử nghiệm diễn ra vào năm 1955 và tên lửa bắt đầu phục vụ trong Không quân Hoàng gia Anh từ tháng Tám năm 1958.
Dự án tên lửa hồng ngoại R.510 của Pháp bắt đầu muộn hơn khi việc thử nghiệm được tiến hành vào năm 1957, sau đó được thay bằng phiên bản dẫn đường bằng radar R.511. Cả hai loại đều không hiệu quả lắm khi chỉ có tầm bắn ngắn, khoảng 3 km. Sau đó chúng được thay thế bởi tên lửa R.530, vào năm 1962.
Liên Xô đưa ra thiết kế tên lửa đầu dò hồng ngoại đầu tiên của mình Vympel K-13 vào năm 1961. Bản thân loại tên lửa này được phát triển dựa theo thiết kế đảo ngược từ tên lửa Sidewinder của Mỹ, mà Liên Xô có được sau khi nó bị mắc vào cánh của một máy bay Mig-17 của Trung Quốc trong Cuộc khủng hoảng eo biển Đài Loan lần thứ hai. Tên lửa K-13 đã được xuất khẩu rộng rãi và đối đầu với chính tên lửa Sidewinder trên chiến trường Việt Nam, nhưng nó bị cho là không đáng tin cậy, với hệ thống dẫn đường và ngòi nổ liên tục gặp trục trặc.

### Các thiết kế về sau

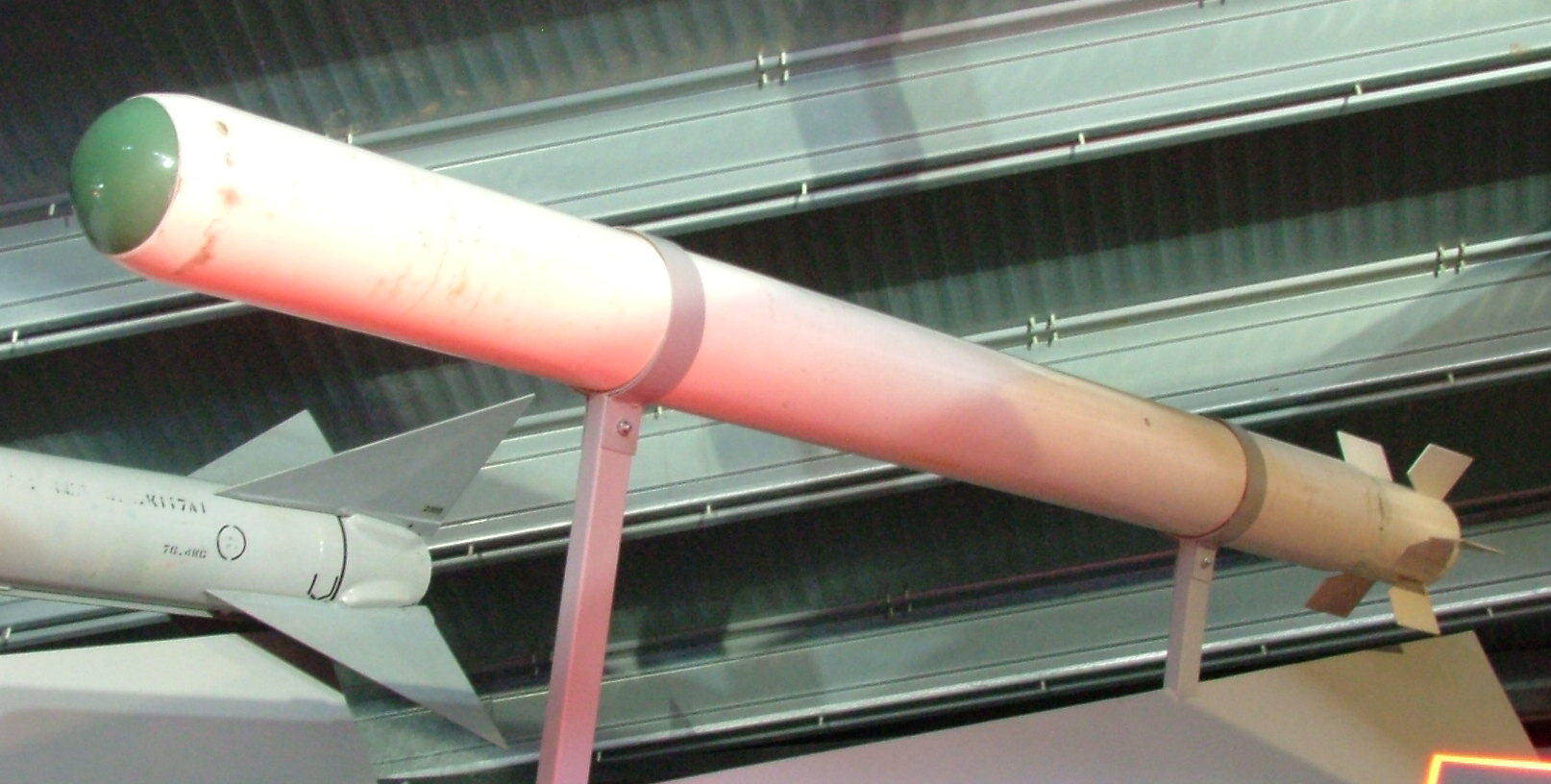
Tên lửa SRAAM là loại tên lửa hồng ngoại thế hệ đầu tiên.

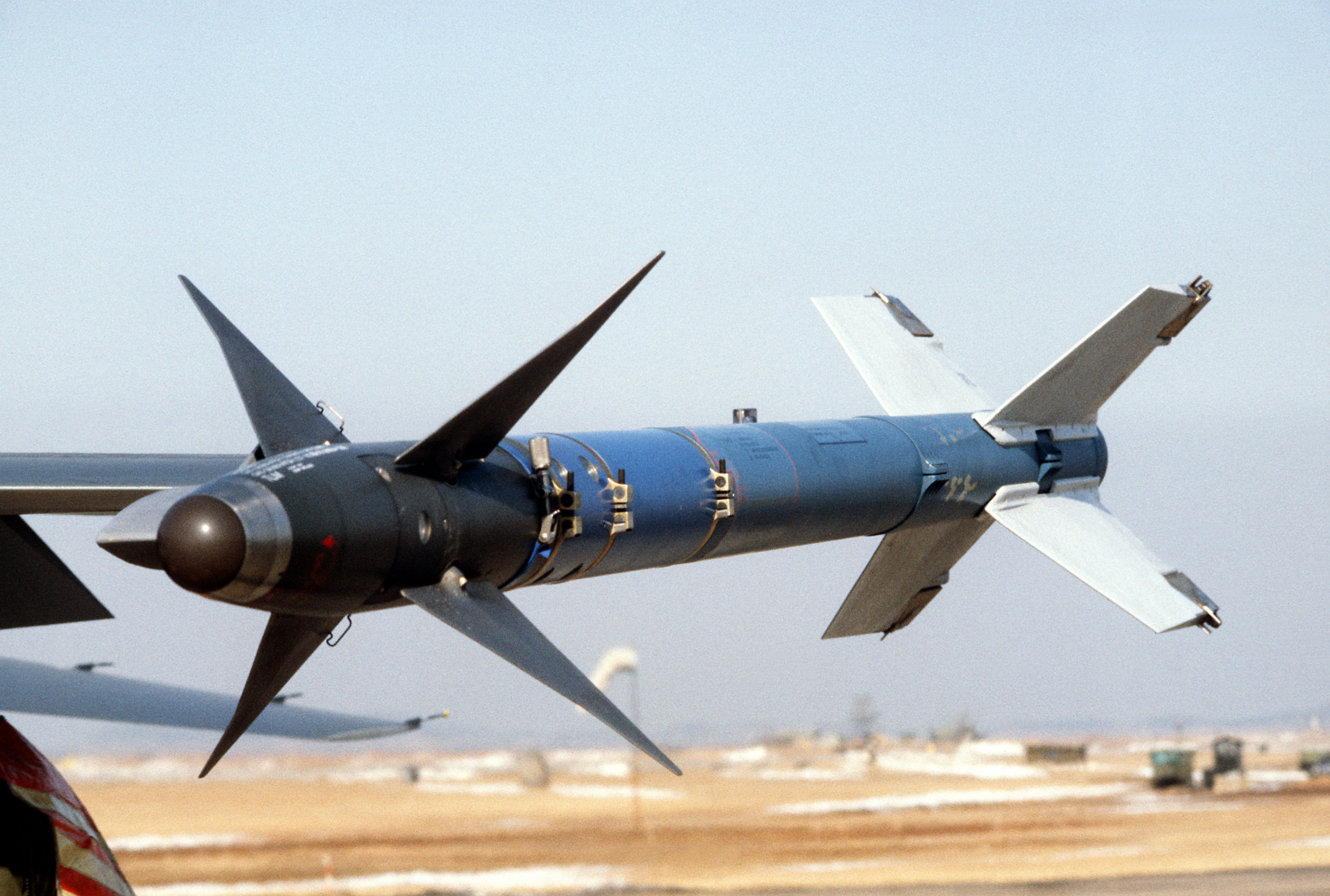
Tên lửa Sidewinder

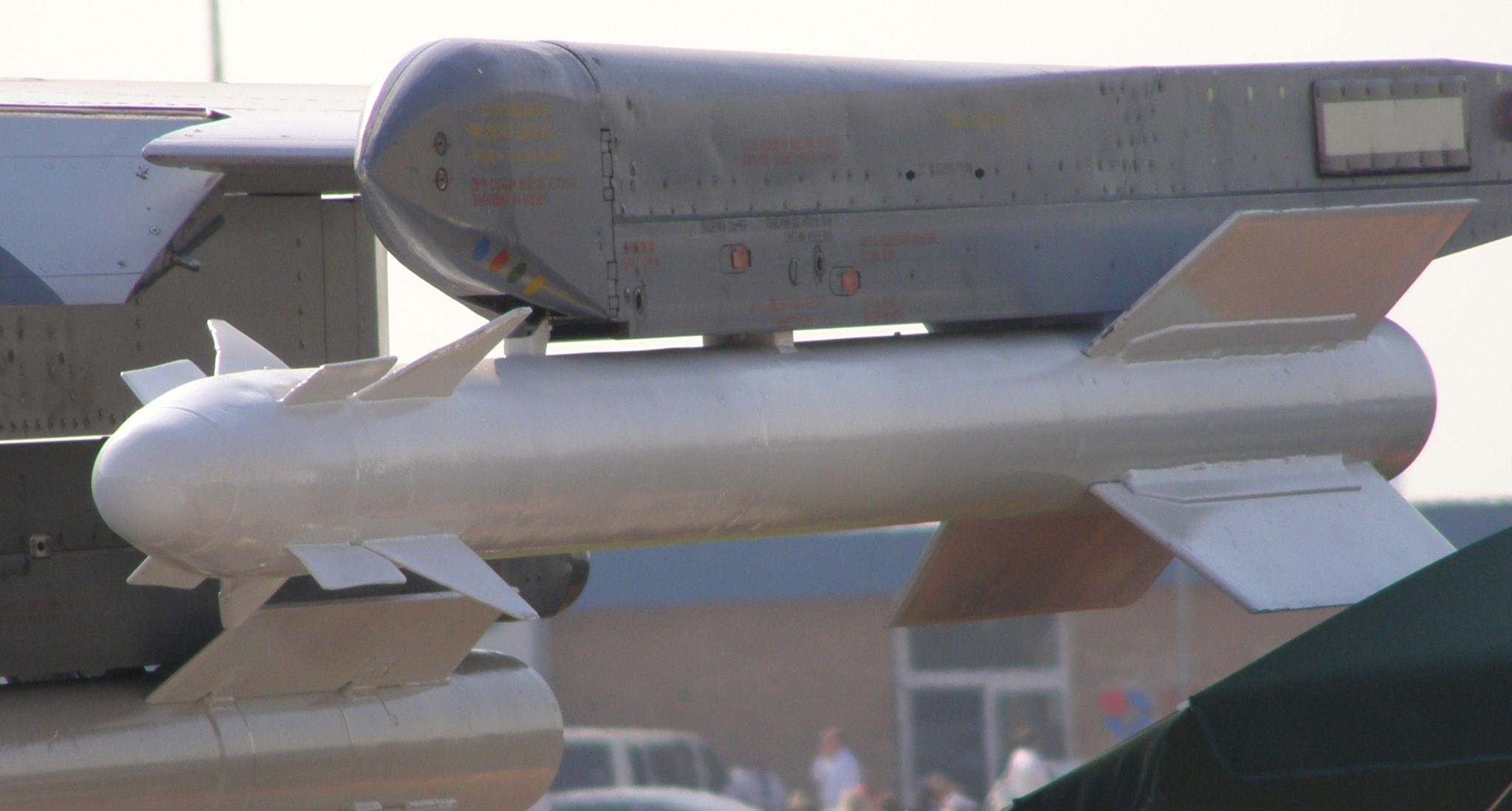
Tên lửa hồng ngoại R-73

Do màn thể hiện tồi tệ của các phiên bản Sidewinder đời đầu tại Việt Nam, quân đội Mỹ đã nỗ lực để cải tiến tên lửa. Đồng thời các phi công được huấn luyện để không bắn tên lửa ngay khi nghe âm thanh đã khóa mục tiêu và có thể phóng tên lửa mà sẽ di chuyển đến vị trí lý tưởng hơn để bắn tên lửa, và có thể tiếp tục hướng theo tên lửa sau khi phóng đi, đồng thời các nhà thiết kế tiếp tục phát triển để tên lửa Sidewinder có thể bắn từ các vị trí bất lợi. Ở Anh điều này đã dẫn đến dự án SRAAM, nhưng chỉ dường ở bước thử nghiệm. Hai chương trình AIM-82 và AIM-95 Agile, cũng có số phận tương tự.
Các thiết kế nhằm tạo ra đầu dò thế hệ mới bắt đầu từ những năm 1970s và đã dẫn đến sự ra đời của nhiều loại tên lửa tiên tiến. Cải tiến lớn được thực hiện trên Sidewinder, thay thế một đầu dò hồng ngoại đủ nhạy để bắt mục tiêu từ mọi góc độ. Điều này kết hợp với cách quét mới đã giúp loại bỏ các trường hợp tên lửa bị nhầm lẫn mục tiêu với nguồn bức xạ từ mặt trời phản chiếu từ các đám mây. Một số lượng nhỏ tên lửa phiên bản L đã được chế tạo và chuyển giao cho Anh trước khi diễn ra Chiến tranh Falkland, với tỉ lệ tiêu diệt mục tiêu 82%, các trường hợp bắn trượt là do máy bay đối phương bay ra ngoài phạm vi của tên lửa. Máy bay tiêm kích của Argentine được trang bị tên lửa Sidewinder B và R.550 Magic, chỉ có khả năng bắn từ phía sau mục tiêu, nhưng phi công Anh luôn tránh điều này bằng cách bay thẳng vào máy bay của Argentine. Phiên bản L hiệu quả đến mức máy bay tiêm kích phải trang bị bổ sung pháo sáng, dẫn đến một vài điều chỉnh để phiên bản L có thể phân biệt mục tiêu với pháo sáng. Phiên bản Sidewinder L và M đã trở thành xương sống trong lực lượng không quân phương Tây trong thời kỳ Chiến tranh Lạnh.
Trong khi đó, Liên Xô cũng đạt được bước tiến lớn với tên lửa R-73, thay thế tên lửa K-13 với những cải tiến đáng kể. Tên lửa có khả năng tấn công các mục tiêu hoàn toàn nằm ngoài trường nhìn của đầu dò, sau khi phóng đi, tên lửa sẽ tự định hướng do bệ phóng chỉ định và sẽ khóa mục tiêu sau khi phóng. Kết hợp với kính ngắm gắn trên mũ phi công, tên lửa được điều khiển và ngắm bắn mục tiêu mà không cần thiết phải hướng máy bay mẹ về phía mục tiêu trước khi phóng. Đây là cải tiến mang lại sự vượt trội đáng kể tỏng không chiến và gây ra nhiều lo ngại cho các nước phương Tây.
Câu trả lời của phương Tây cho tên lửa R-73 là tên lửa ASRAAM, do các nước châu Âu hợp lực phát triển với thiết bị tìm kiếm hình ảnh. Mỹ cũng sử dụng ASRAAM làm tên lửa tầm ngắn mới của mình. Tuy nhiên, ASRAAM sớm gặp phải sự chậm trễ khó khắc phục khi xảy ra mâu thuẫn giữa các nước tham gia phát triển. Cuối cùng, Mỹ rút lui khỏi chương trình phát triển, thay vào đó đã sử dụng đầu dò mới của ASRAAM trên một phiên bản mới của Sidewinder là AIM-9X. ASRAAM trong khi đó cuối cùng đã được một số nước châu Âu trang bị và công nghệ tương tự cũng được áp dụng trên tên lửa PL-10 của Trung Quốc và tên lửa Python-5 của Israel.

### MANPAD

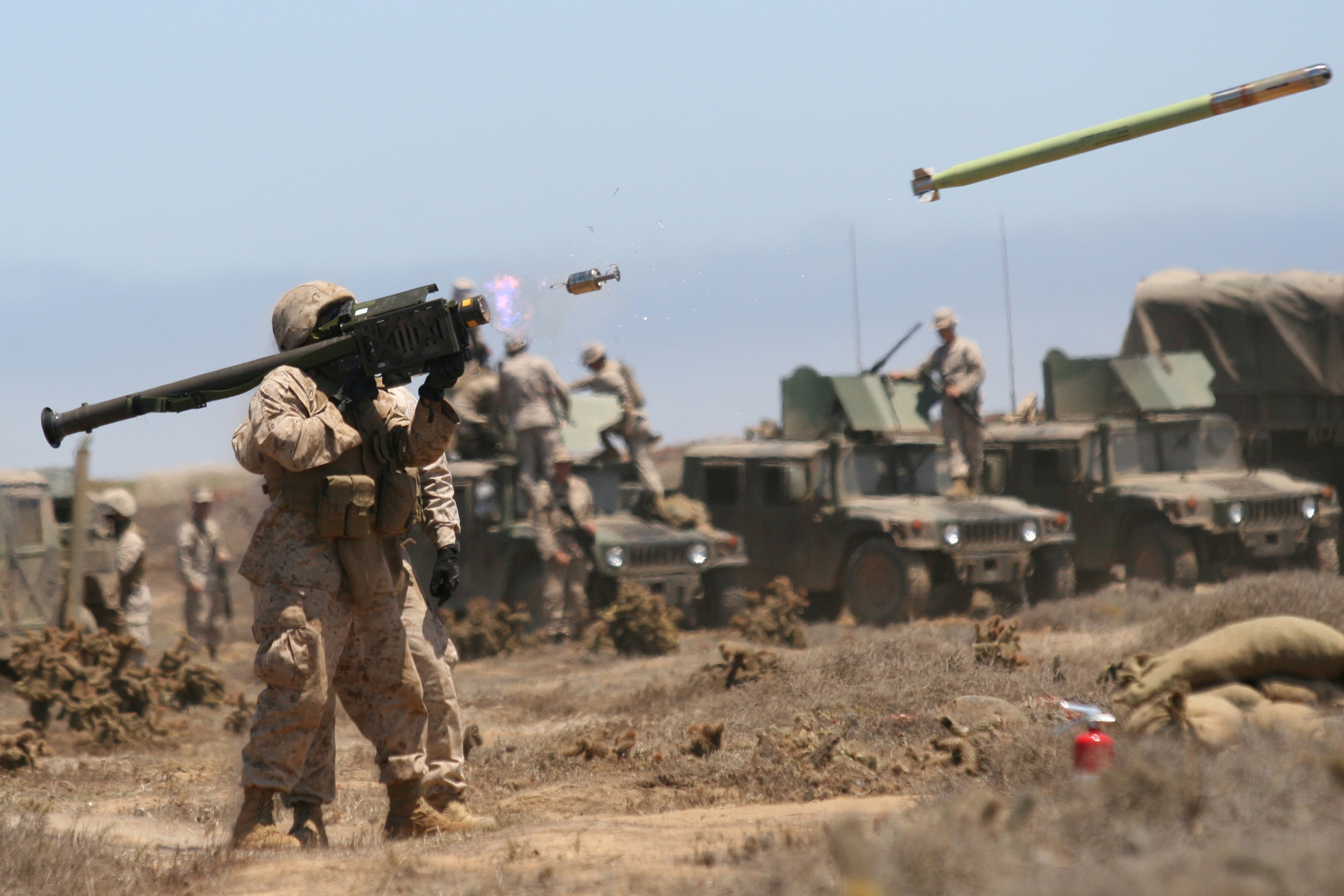
Tên lửa phòng không vác vai Stinger từng được phiến quân sử dụng tại Afghanistan từ năm 1986.

Dựa trên nguyên lý tương tự như nguyên mẫu tên lửa Sidewinder, năm 1955, hãng Convair bắt đầu nghiên cứu tên lửa phòng không mang vác FIM-43 Redeye. Hệ thống bắt đầu đi vào thử nghiệm năm 1961, thiết kế sơ bộ có hiệu suất kém và ngay sau đó công ty đã phải tiến hành cải tiến lớn. Đến tận năm 1968 phiên bản Block III mới được đưa vào chế tạo.
Liên Xô bắt đầu phát triển hai loại vũ khí gần như giống nhau vào năm 1964, Strela-1 và Strela-2. Việc phát triển diễn ra rất thuận lợi, với việc hệ thống 9K32 Strela-2 được trang bị vào năm 1968 sau chỉ vài năm phát triển so với tên lửa Redeye. Ban đầu là một thiết kế cạnh tranh nhưng sau đó 9K31 Strela-1 đã được tăng kích thướng lên nhiều để phù hợp cho việc lắp đặt trên xe thiết giáp, và cũng đi vào trang bị trong cùng một thời điểm với Strela-2. Người Anh phát triển tên lửa vác vai Blowpipe vào năm 1975, nưn dầu dò được đặc trên ống phóng thay vì trên tên lửa. Đầu dò hồng ngoại theo dõi cả tên lửa và mục tiêu và sẽ gửi lệnh hiệu chỉnh lái tên lửa vào mục tiêu thông qua tín hiệu radio. Các vũ khí phòng không vác vai đời đầu không có độ hiệu quả cao, với việc tên lửa Blowpipe đa phần thất bại trong các tình huống sử dụng, còn tên lửa Redeye tốt hơn một chút. Strela-2 có màn thể hiện tốt nhất và đã ghi nhận nhiều chiến công tại Trung đông và Việt Nam.
Một chương trình nâng cấp được thực hiện trên tên lửa Redeye bắt đầu từ năm 1967, dẫn đến phiên bản Redeye II. Việc thử nghiệm chỉ được bắt đầu vào năm 1975 và được chuyển giao cho quân đội từ năm 1978 với tên gọi FIM-92 Stinger. Tên lửa tiếp tục được nâng cấp đầu dò trên phiên bản B vào năm 1983, và một vài điều chỉnh bổ sung được thực hiện sau đó. Tên lửa Stinger đã thể hiện trong cuộc chiến Liên Xô-Afghanistan, với tỉ lệ 79% bắn hạ máy bay trực thăng Liên Xô. Liên Xô cũng cải tiến Strela 2 dẫn đến sự ra đời của 9K34 Strela-3 vào năm 1974, và phiên bản tần số kép cải tiến vượt trội 9K38 Igla năm 1983, và Igla-S năm 2004.

## Kiểu đầu dò hồng ngoại
Có ba loại đầu dò hồng ngoại dựa trên Chì(II) sulfide (PbS), Indi antimonide (InSb) và mercury cadmium telluride (HgCdTe). Các cảm biến cũ thường sử dụng PbS, trong khi các cảm biến mới hiện nay có xu hướng sử dụng InSb hoặc HgCdTe. Các đầu dò kiểu này sẽ có hiệu suất tốt hơn khi được làm lạnh, khi ấy chúng sẽ có độ nhạy cao hơn và cũng có khả năng phát hiện được các mục tiêu có nhiệt độ thấp hơn.

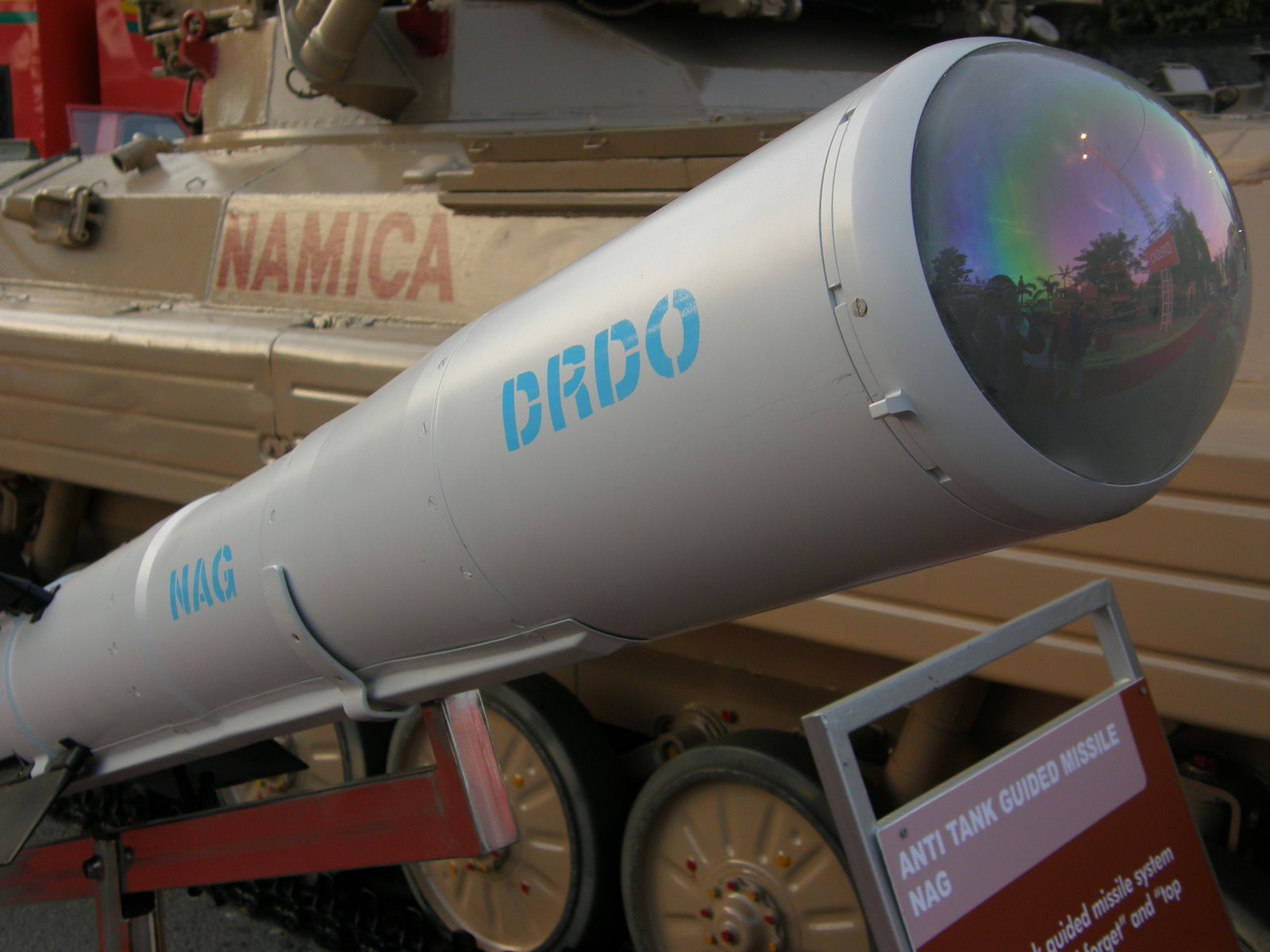
Tên lửa hồng ngoại Nag với đầu dò hồng ngoại nhìn cận cảnh

Các đầu dò hồng ngoại ban đầu có khả năng phát hiện bức xạ hổng ngoại ngắn hơn, ví dụ bước sóng 4,2 micro mét của dòng khí carbon dioxide xả ra từ động cơ phản lực. Điều này khiến đầu dò kiểu này chỉ có thể phát hiện được mục tiêu ở phía sau đuôi. Điều này rất hạn chế trong không chiến do máy bay đối phương cơ động liên tục, ngoài tầm phát hiện hoặc động cơ máy bay đối phương bị che bởi mây và khuất khỏi tầm nhìn của đầu dò tên lửa. Những tên lửa trang bị đầu dò hồng ngoại thời kỳ đầu có độ nhạy lớn nhất với bức xạ hồng ngoại từ 3 đến 5 micro mét, người ta còn gọi đầu dò kiểu này là đầu dò hồng ngoại đơn sắc (single-color). Điều này dẫn đến việc phát triển loại đầu dò hồng ngoại nhạy cảm với cả dòng khí thải từ động cơ và dải bước sóng dài hơn từ 8 đến 13 micro mét, bước sóng này ít bị hập thụ bởi khí quyển và cho phép phát hiện cả bức xạ từ thân vỏ máy bay. Điều này cho phép tên lửa có thể tấn công từ mọi hướng. Hệ thống đầu dò hiện đại kết hợp với máy dò được gọi là hệ thống dò hồng ngoại hai màu (two-color).
Các đầu dò đa hướng yêu cầu sẽ phải được làm mát để cho phép nó có đủ độ nhạy cần thiết để phát hiện bức xạ từ trước và cạnh máy bay. Nhiệt nền từ bản thân cảm biến và nhiệt ở cửa số cảm biến do ma sát với không khí, sẽ có thể làm yếu đi bức xạ từ mục tiêu. Các tên lửa không đối không hiện đại như AIM-9M Sidewinder và Stinger sử dụng khí nén như argon để làm lạnh cảm biến để có khả năng khóa mục tiêu tầm xa từ mọi hướng. (Phiên bản tên lửa AIM-9J và tên lửa hồng ngoại đời đầu R-60 sử dụng bơm nhiệt điện hiệu ứng peltier).

## Biện pháp đối phó
Có hai cách chính để đối phó với tên lửa hồng ngoại là sử dụng pháo sáng và bộ gây nhiễu hồng ngoại.

### Citations
1. ↑  Turpin, Lauri (ngày 5 tháng 2 năm 2009). "Large Aircraft Infrared Countermeasures-LAIRCM". 440th Airlift Wing, USAF. Bản gốc lưu trữ ngày 20 tháng 9 năm 2010.
2. ↑  MULTISERVICE AIR-AIR, AIR-SURFACE, SURFACE-AIR BREVITY CODES (PDF), Air Land Sea Application (ALSA) Center, 1997, tr. 6, Bản gốc (PDF) lưu trữ ngày 9 tháng 2 năm 2012, truy cập ngày 23 tháng 2 năm 2008
3. ↑  Mukherj, V (tháng 2 năm 1979). "Some Historical Aspects of Jagadls Chandra Bose's Microwave Research During 1895—1900". Indian Journal of History of Science Calcutta. tr. 87–104.
4. 1 2 3 4  Rogalski 2000, tr. 3.
5. ↑  Fielding, Raymond (1967). A Technological History of Motion Pictures and Television: An Anthology from the Pages of "The Journal of the Society of Motion Pictures and Television". University of California Press. tr. 179.
6. ↑  Hastings 1999, tr. 129.
7. ↑  Paterson, Clifford; Clayton, Robert; Algar, Joan (1991). A Scientist's War: The War Diary of Sir Clifford Paterson, 1939-45. IET. tr. 577. ISBN 9780863412189.
8. ↑  Johnston, Sean (2001). A History of Light and Colour Measurement: Science in the Shadows. CRC Press. tr. 224–225. ISBN 9781420034776.
9. ↑  Forczyk, Robert (2013). Bf 110 vs Lancaster: 1942-45. Osprey Publishing. tr. 22.
10. ↑  Goodrum, Alastair (2005). No Place for Chivalry. Grub Street. tr. 109.
11. ↑  McNab, Chris (2013). German Automatic Rifles 1941-45. Osprey. tr. 63–64. ISBN 9781780963853.[liên kết hỏng]
12. ↑  Smith, Julian (tháng 10 năm 2005). "Dive Bomber". Smithsonian Magazine.
13. ↑  O'Connor, Sean (tháng 6 năm 2011). "Arming America's Interceptors: The Hughes Falcon Missile Family". Airpower Australia. tr. 1.
14. 1 2 3  Dunnigan, James; Nofi, Albert (2014). Dirty Little Secrets of the Vietnam War. Macmillan. tr. 118–120.
15. 1 2  Hollway 2013.
16. ↑  Lerner, Preston (tháng 11 năm 2010). "Sidewinder". Air and Space Magazine.
17. ↑  Size Knaak, Marcelle (1978). "F-4E". Encyclopedia of US Air Force aircraft and missile systems. US Air Force History Office, DIANE Publishing. tr. 278.
18. ↑  Gibson, Chris; Buttler, Tony (2007). British Secret Projects: Hypersonics, Ramjets and Missiles. Midland. tr. 33–35.
19. ↑  "Matra R.511". Flight International. ngày 2 tháng 11 năm 1961. tr. 714.
20. ↑  "ASRAAM - Europe's new dogfight missile". Flight International. ngày 6 tháng 6 năm 1981. tr. 1742.
21. ↑  "Naval Weapons Center AIM-95 Agile". Flight International. ngày 8 tháng 5 năm 1975. tr. 765.
22. ↑  "AA-11 ARCHER R-73". FAS. ngày 3 tháng 9 năm 2000. Bản gốc lưu trữ ngày 2 tháng 9 năm 2016. Truy cập ngày 9 tháng 10 năm 2015.
23. ↑  Bản mẫu:Cite tech report
24. ↑  Jane's Land Based Air Defence 2005–2006.
25. ↑  Grau, Lester; Ahmad Jalali, Ali (tháng 9 năm 2001). "The Campaign For The Caves: The Battles for Zhawar in the Soviet-Afghan War". The Journal of Slavic Military Studies. Quyển 14 số 3. tr. 69–92. doi:10.1080/13518040108430488. S2CID 144936749. Bản gốc lưu trữ ngày 13 tháng 11 năm 2005. 13 Blowpipe missiles fired for no hits
26. ↑  ""Стрела-2" (9К32, SA-7, Grail), переносный зенитный ракетный комплекс — ОРУЖИЕ РОССИИ, Информационное агентство". Arms-expo.ru. Bản gốc lưu trữ ngày 26 tháng 1 năm 2011. Truy cập ngày 24 tháng 8 năm 2013.
27. ↑  Bonds, Ray; Miller, David l (ngày 13 tháng 2 năm 2003). Illustrated Directory of Special Forces. Voyageur Press. tr. 359. ISBN 9780760314197.
28. ↑  Leshuk, Leonard (2008). "Stinger Missiles in Afghanistan".
29. ↑  "9K338 9M342 Igla-S / SA-24 Grinch". Globalsecurity.

### Bibliography
- Bản mẫu:Cite tech report
- Deuerle, Craig (2003). "Reticle Based Missile Seekers". Trong Driggers, Ronald (biên tập). Encyclopedia of Optical Engineering. CRC Press. tr. 2400–2408. ISBN 9780824742522.
- Hastings, Max (1999). Bomber Command (bằng tiếng Anh). Pan. ISBN 978-0-330-39204-4.
- Hollway, Don (tháng 3 năm 2013). "Fox Two!". Aviation History.
- Kutzscher, Edgar (1957). "The Physical and Technical Development of Infrared Homing Devices". Trong Benecke, T; Quick, A (biên tập). History of German Guided Missiles Development. NATO.
- Neri, Filippo (2006). Introduction to Electronic Defense Systems. SciTech Publishing.
- Rogalski, Antonio (2000). Infrared Detectors. CRC Press.